# Ana Isabel Treviño Morales
Ana Isabel Treviño Morales, née en 1968, est une criminelle mexicaine qui participa à fonder le Cartel du nord-est.

## Biographie
Ana Isabel Treviño Morales naît en 1968. Elle est l'ainée d'une famille de 13 enfants, dont les parents sont Rodolfo Treviño et María Arcelia Morales. Elle compte parmi ses frères et sœurs Miguel Treviño Morales et Óscar Omar Treviño Morales. La famille réside à Nuevo Laredo, Tamaulipas,.
Elle est membre du cartel de Los Zetas, dirigé par ses frères Miguel Treviño Morales et Óscar Omar Treviño Morales,.
Ana Isabel Treviño Morales opère dans les bars et les boîtes de nuit, dans tout l'État de Tamaulipas. Parmi ces établissements, le Terraza et le Rumba, à Nuevo Laredo. Elle recrute dans ces lieux des personnes chargées de détecter des membres de groupes criminels rivaux de Los Zetas. Ses autres activités sont les enlèvements, l'extorsion et le vol de bars dans la zone frontalière entre les États-Unis et le Mexique,.
Les captures de Miguel Treviño Morales, en 2013 (elle dépose notamment un amparo pour éviter d'être arrêtée), et d'Óscar Omar Treviño Morales, en 2015, participent au morcellement de Los Zetas. Ana Isabel Treviño Morales et son neveu, José Francisco « El Kiko » Treviño Chávez, fondent alors le Cartel du nord-est. Sa famille et elle dominent le Tamaulipas et s'étendent au Nuevo León. El Kiko est arrêté à Houston, aux États-Unis, en 2016 et elle prend la tête de l'organisation,.
Ana Isabel Treviño Morales  est arrêtée à Nuevo Laredo le 28 novembre 2017.

## Famille
Son fils aîné, Juan Cisneros « El Juanito » Treviño, devient le leader du Cartel du nord-est en mars 2022.